# Grünes Blatt (Zeitschrift)
Das Grüne Blatt (ZDB-ID: 1334547-3) war ein Informationsblatt der Landsmannschaft Mecklenburg für ihre Mitglieder, ist von 1959 bis 1978 in Hamburg erschienen und zählt zur Flüchtlings- und Vertriebenenpresse.
Im Titel des Mitteilungsblattes tauchte der Name Grünes Blatt nicht auf. Der Zeitschriftenkopf bestand aus dem Schriftzug Landsmannschaft Mecklenburg. Darunter prangte als Wappen der Mecklenburger Ochsenkopf. In einer Datumszeile wurden die einzelnen Ausgaben als Rundschreiben bzw. Informationsblatt Nr. ... bezeichnet. Innerhalb des redaktionellen Teils wurde die Zeitschrift ausschließlich und durchgehend Grünes Blatt genannt. Diesen Namen benutzte neben Redaktion, Verlag und Lesern auch die Landsmannschaft, wenn sie von ihrem Mitteilungsblatt sprach. Die Zeitschrift erschien in 20 Jahrgängen auf blassgrünem Papier, das dem Blatt seinen Namen gab.
Als Herausgeber verzeichnete das Grüne Blatt im Impressum die Bundeslandsmannschaft Mecklenburg. Druck und Verlag lagen bei Krüger & Nienstedt in Hamburg, einem Unternehmen des Verlegers Richard Parbs. Das Impressum enthielt ferner den Hinweis: „Verkaufspreis ist im Mitgliedsbeitrag enthalten.“ Die Erscheinungsweise wechselte im Laufe der Jahre mehrfach zwischen monatlich, zweimonatlich und vierteljährlich. 1978 stellte das Grüne Blatt mit dem 20. Jahrgang sein Erscheinen ein. In Fortsetzung erschien 1979 mit dem 21. Jahrgang die ebenfalls von der Landsmannschaft herausgegebene Zeitschrift Mecklenburg Heimatzeitschrift für Landsleute und Freunde Mecklenburgs (ZDB-ID 1094769-3).
Mit der Schriftleitung betreute die Landsmannschaft den Spätheimkehrer Dr. Rudolf Junack, „der zwar Brandenburger war, sich aber Mecklenburg verbunden fühlte“. Junack gestaltete das Blatt von der Nr. 1/1959 (Juli) bis zur Nr. 2/1969 (April/Juni). Nach Junacks Tod am 11. September 1969 bestellte die Landsmannschaft Peter Heitmann (geboren in Neustrelitz, Landessozialgerichtsrat in Lübeck) zum Schriftleiter. Er übernahm das Blatt mit der Ausgabe Nr. 3/1969 (Oktober) und gab diese Funktion erst mit der Einstellung des Blattes 1978 auf.
Den redaktionellen Inhalt des Blattes beschrieb Otto Witte wie folgt: „Das offizielle Publikationsorgan der Landsmannschaft ist das von Landsmann Heitmann geleitete ‚Grüne Blatt‘, das [...] umfassend über große Veranstaltungen der Landsmannschaft und ihrer Ortsvereinigungen berichtet, wie gleichfalls über grundsätzliche Stellungnahmen des Bundesvorstandes des BMD [Bund der Mitteldeutschen] zu wichtigen politischen Entscheidungen, die unser Verhältnis zu Mitteldeutschland betreffen. Das ‚Grüne Blatt‘, das jedem Mitglied der Landsmannschaft zugestellt wird, informiert seine Leser auch über flüchtlingsrechtliche Bestimmungen. Der Leser dieser Zeitschrift gewinnt einen umfassenden Eindruck vom Leben und der Arbeit in der Landsmannschaft.“